# Bagre bagre
Bagre bagre är en fiskart som först beskrevs av Carl von Linné 1766.  Bagre bagre ingår i släktet Bagre och familjen Ariidae. Inga underarter finns listade.